# ボージオ
ボージオ（伊: Bosio）は、イタリア共和国ピエモンテ州アレッサンドリア県にある、人口約1,200人の基礎自治体（コムーネ）。

## 地理

### 位置・広がり
| 隣接するコムーネは以下の通り。括弧内のGEはジェノヴァ県所属を示す。 - カンポ・リーグレ (GE) - カンポモローネ (GE) - カザレッジョ・ボイロ - チェラーネジ (GE) - ガーヴィ - ジェーノヴァ (GE) - レルマ - マゾーネ (GE) - メーレ (GE) - モルネーゼ - パローディ・リーグレ - ロッシリオーネ (GE) - タリオーロ・モンフェッラート - ヴォルタッジョ |

### 地震分類
イタリアの地震リスク階級 (it) では、3 に分類される
。

## 行政

### 分離集落
ボージオには、以下の分離集落（フラツィオーネ）がある。
- Capanne di Marcarolo, Costa Santo Stefano, Maietto, Mogreto, Serra, Spessa, Val Pagani, Ponassi